# Paléo Festival Nyon

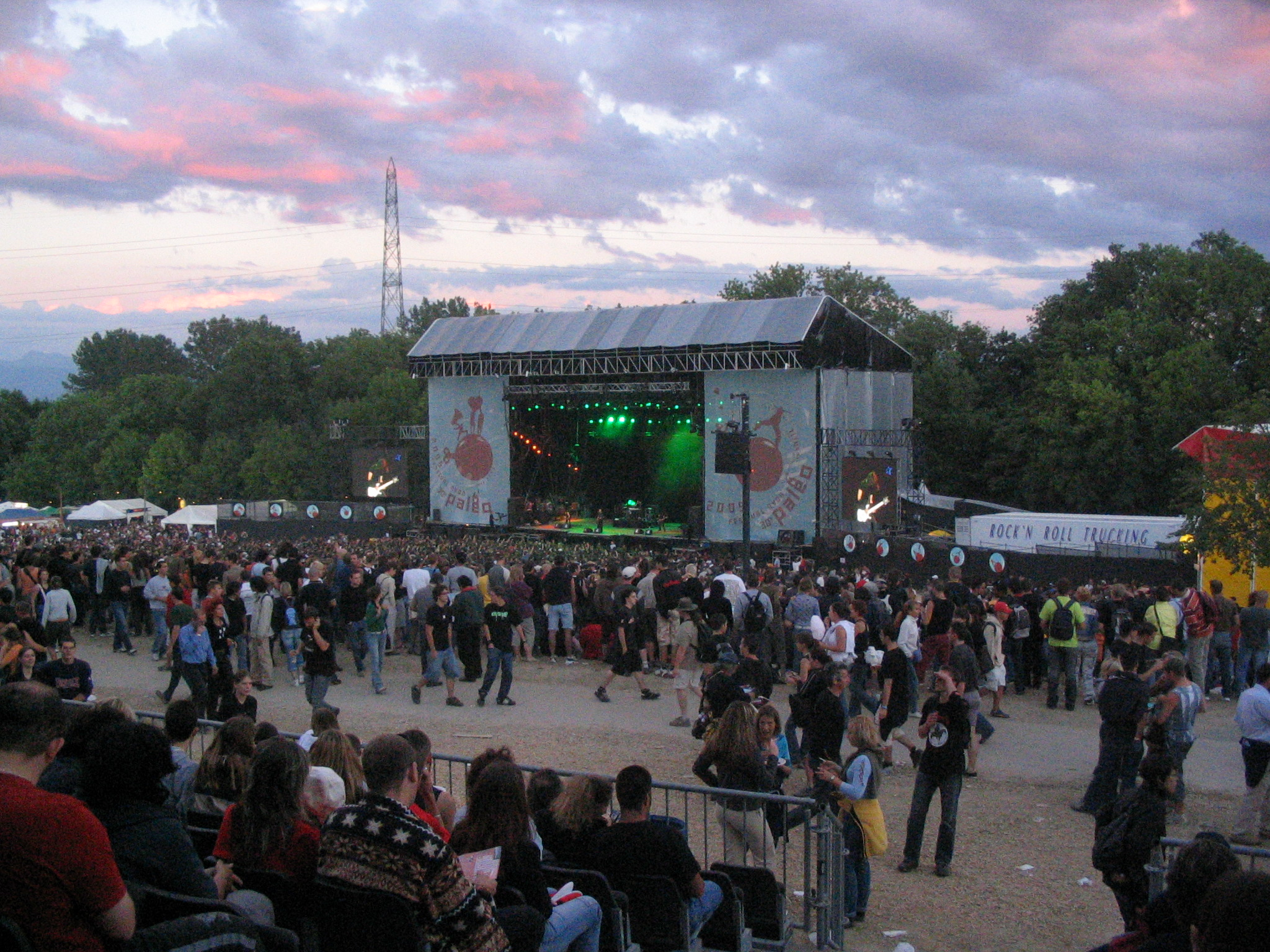
Paléo Festival de Nyon – 2005

Das Paléo Festival ist ein alljährlich Ende Juli stattfindendes Festival im schweizerischen Nyon, das vom Non-Profit-Verein Paléo arts et spectacles organisiert und durchgeführt wird. Der 1976 erstmals unter dem Namen First Folk Festival im alten Gemeindesaal von Nyon stattfindende und dreitägige Anlass zieht mittlerweile jedes Jahr weit über 200'000 Besucher an. Heute befindet sich das Open-Air-Festival im Norden der Stadt und umfasst über zehn Hektar Weidegelände.
Zwischen 1977 und 1985 hiess das Festival Nyon Folk Festival. Seinen Namen Paléo erhielt der Event 1983 nach einem Rennpferd, das diesen Namen trug.
Im Rahmen der positiven wirtschaftlichen Aussichten gründete das Paléo Festival 1993 mit dem Montreux Jazz Festival die OPUS ONE AG, welche mit ihr zusammen in Nyon Büros unterhält und ebenfalls private Veranstaltungen organisiert.

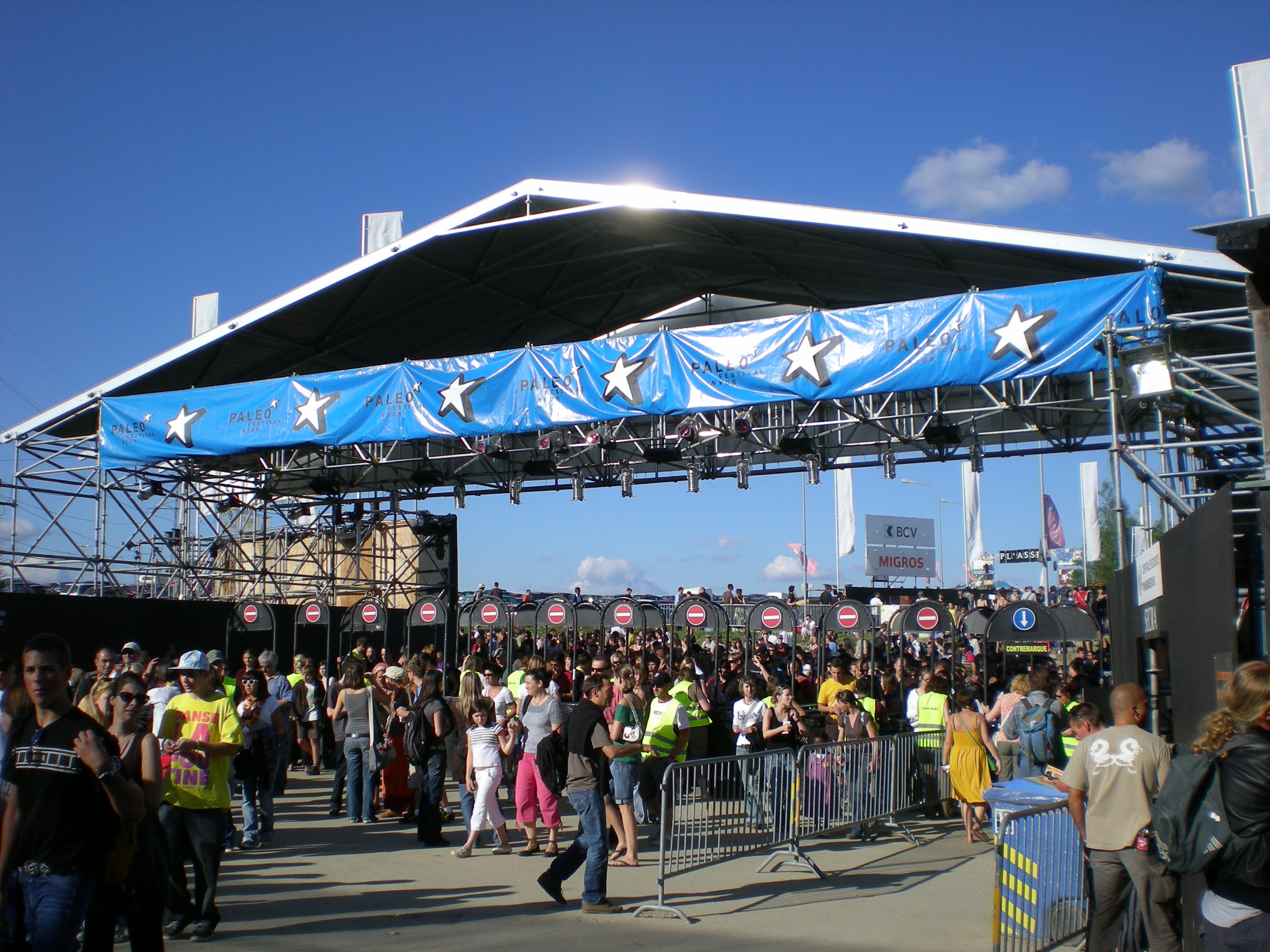
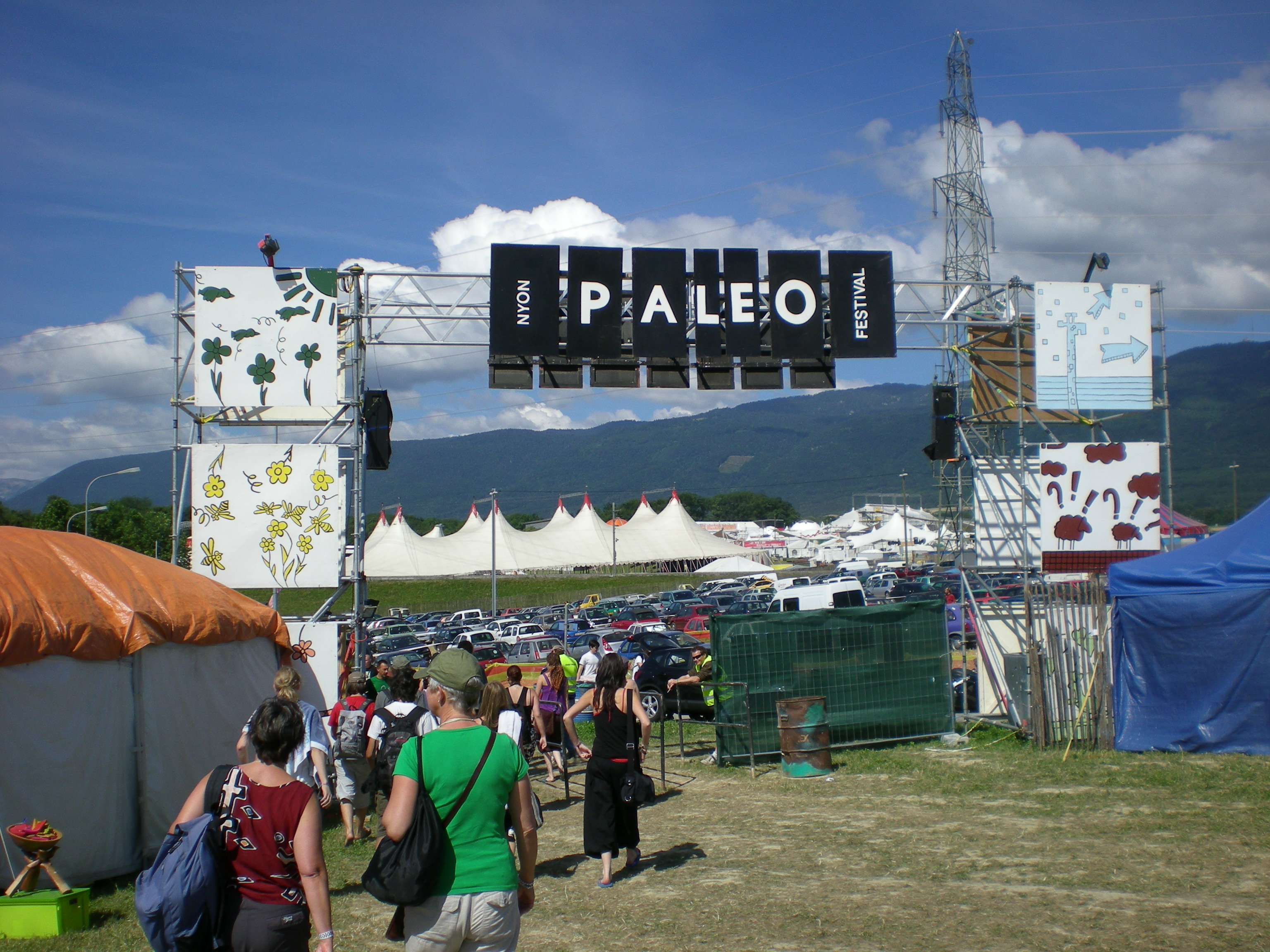
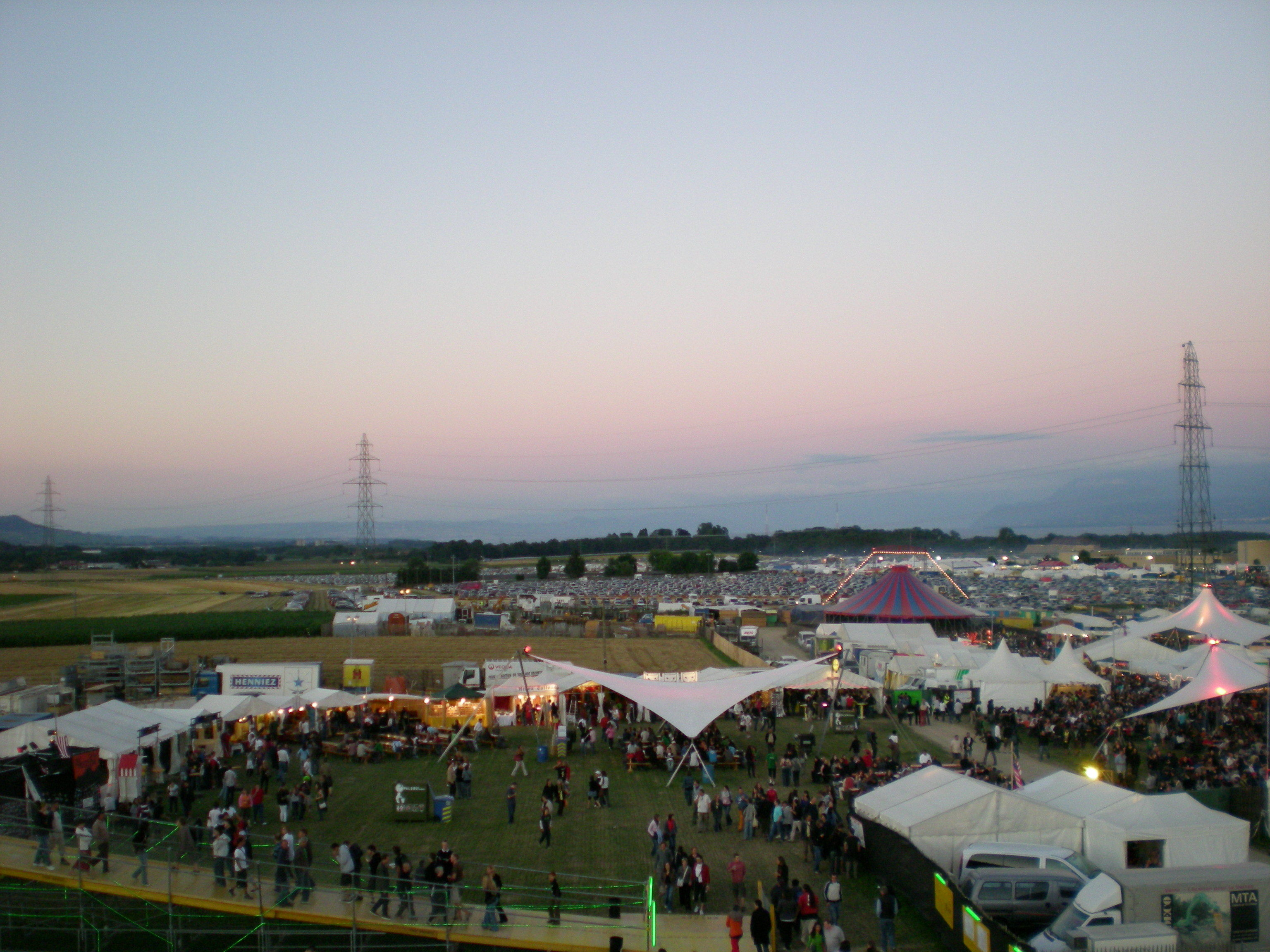
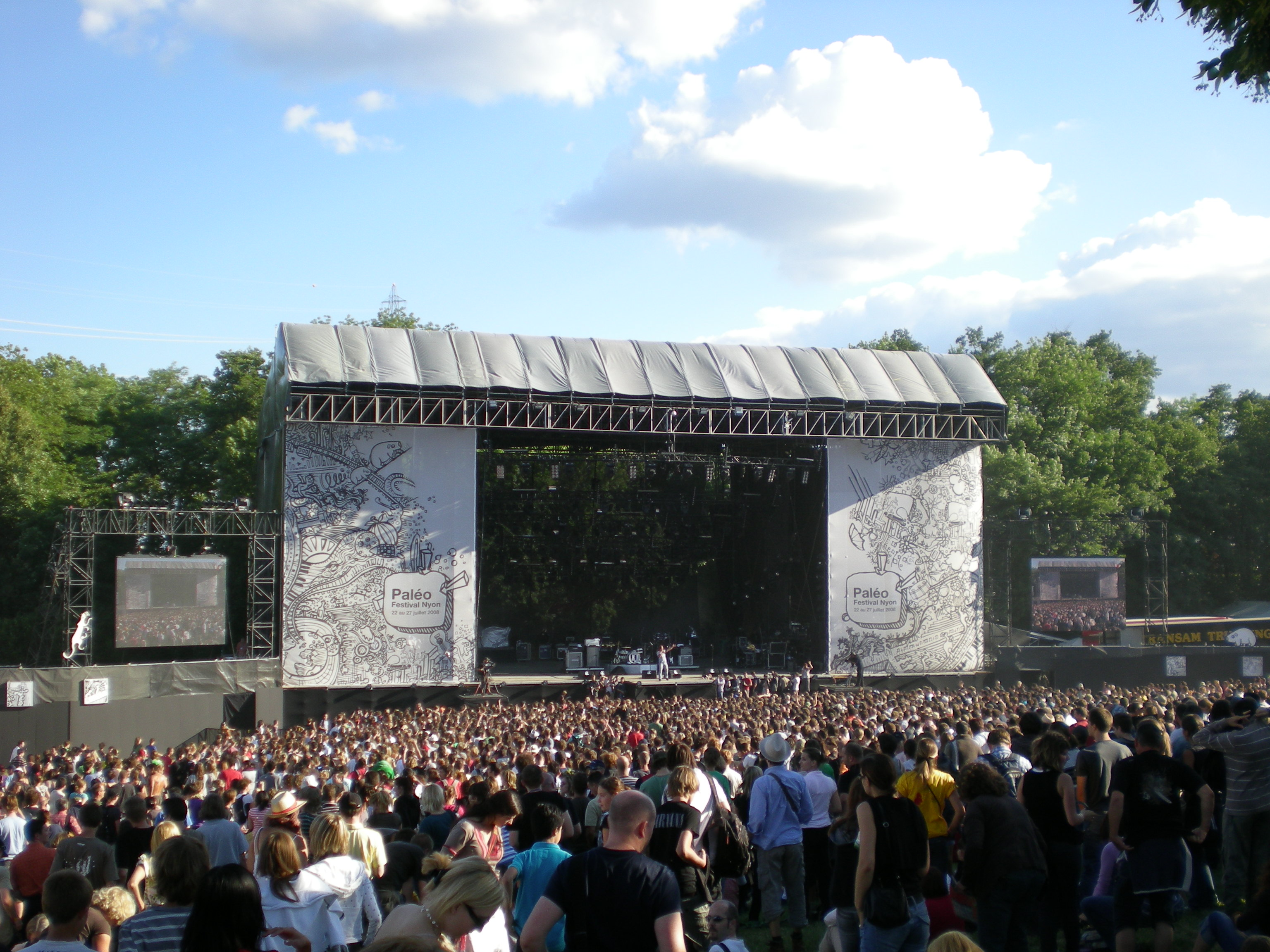
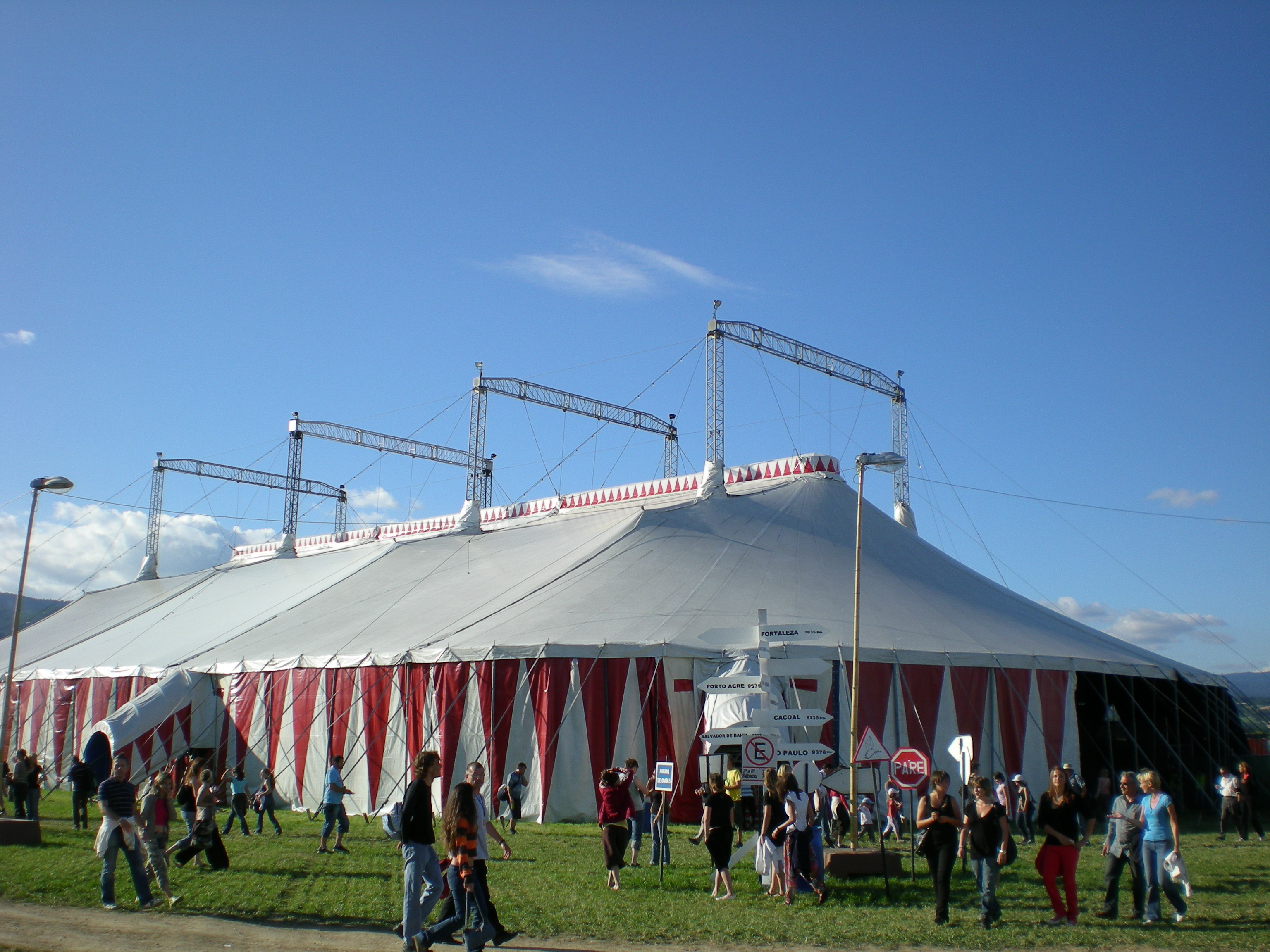
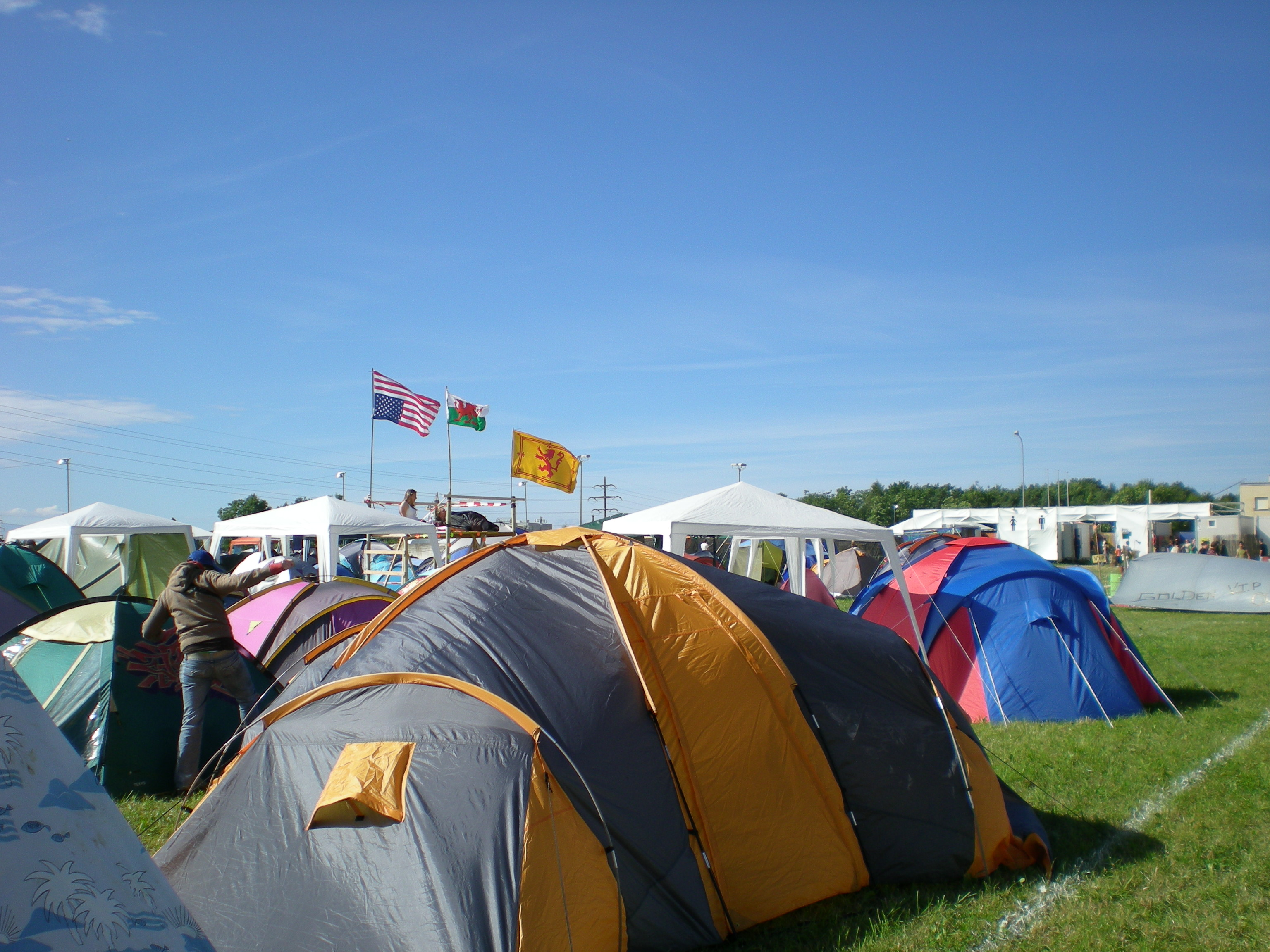
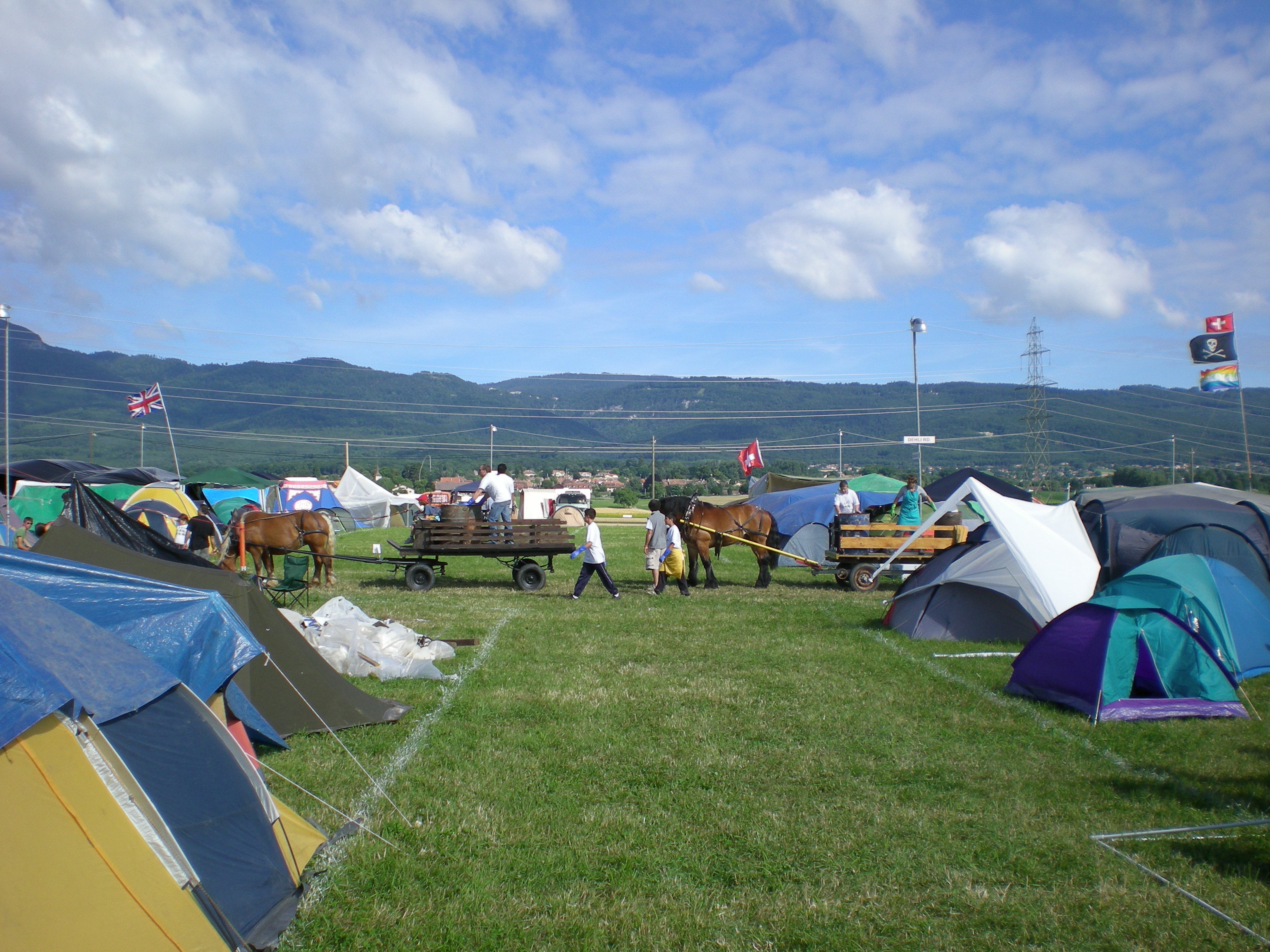
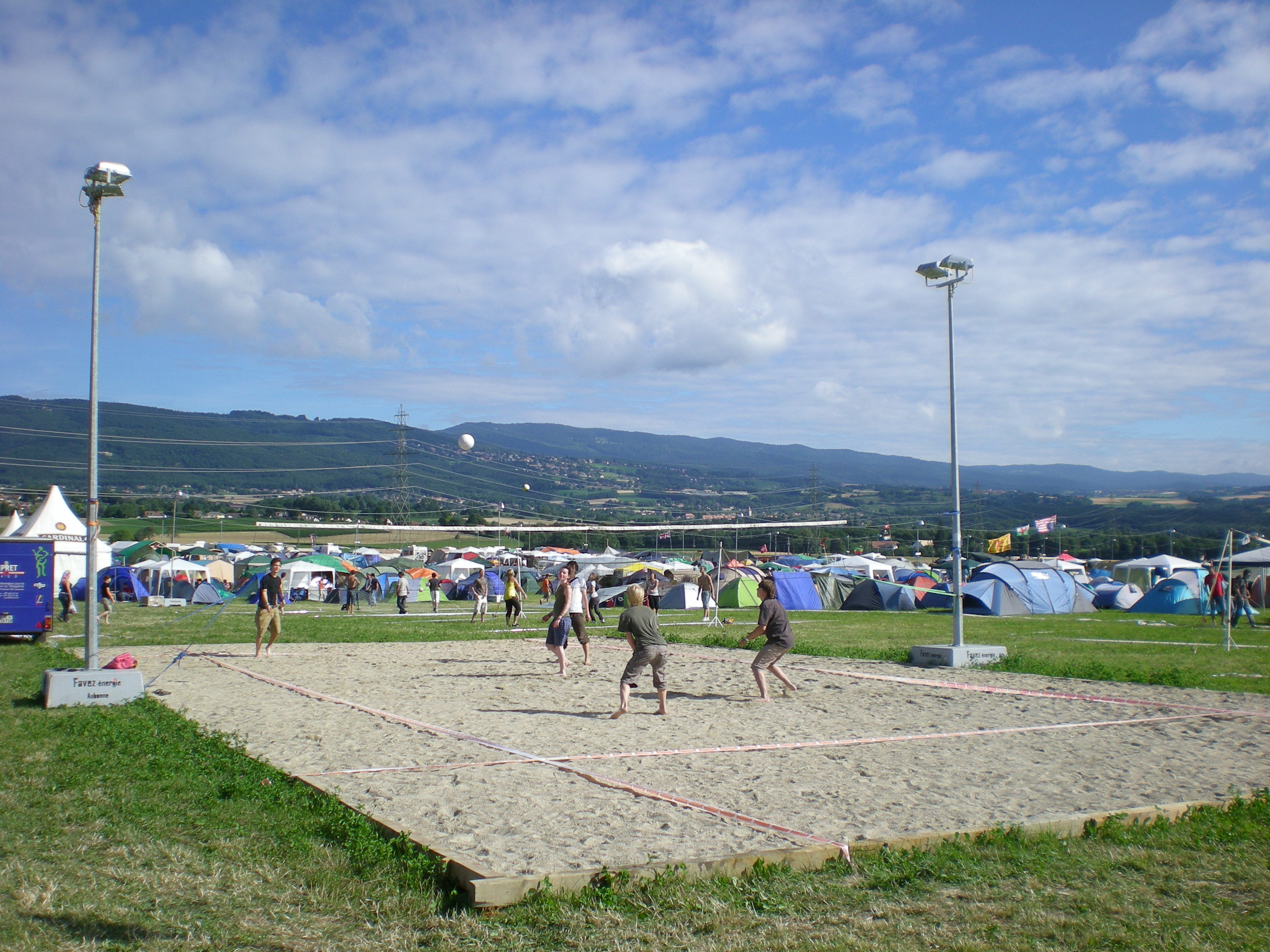

## Line-ups
- 1997: Al Jarreau, Eddy Mitchell, IAM, Isaac Hayes, Jamiroquai, Jane Birkin, Johnny Clegg & Savuka, Khaled, Morcheeba, Noa, Noir Désir, Pascal Obispo, Placebo, Shaggy, Simple Minds, Sinéad O’Connor, Suzanne Vega, Texas

- 1998: Charles Trenet, Claude Nougaro, Dolly, Eagle-Eye Cherry, Faudel, Herbie Hancock, IAM, Jean-Louis Aubert, Joe Cocker, K’s Choice, Linton Kwesi Johnson, Louise Attaque, -M-, MC Solaar, Patricia Kaas, Portishead, The Prodigy, The Wailers, Run-D.M.C., Stereophonics, Yann Tiersen

- 1999: Alliance Ethnik, Ben Harper, Celia Cruz, Charles Aznavour, Cheb Mami, Fun Lovin’ Criminals, Garbage, Gotthard, Iggy Pop, Stephan Eicher

- 2000: Beck, Bloodhound Gang, Buena Vista Social Club, Compay Segundo, Rita Mitsouko, Louise Attaque, Massilia Sound System, Mickey 3D, Morcheeba, Muse, Noir Désir, Oasis, Patrick Bruel, Pink Martini, Renaud, Saïan Supa Crew

- 2001: Ben Harper, Kool & the Gang, Lynda Lemay, Manu Chao, Natalia M. King, Placebo, Red Snapper, St Germain, Texas, The Young Gods, Tom McRae, Vanessa Paradis

- 2002: Zucchero, Yann Tiersen, The Cure, Supertramp, Pet Shop Boys, MC Solaar, Jovanotti, Noir Désir, Indochine, James Brown

- 2003: Asian Dub Foundation, R.E.M., Alanis Morissette, Ibrahim Ferrer, Jimmy Cliff, Massive Attack, Nada Surf, Renaud, Ska-P, The Cardigans

- 2004: Eros Ramazzotti, Jamel Debbouze, Pascal Obispo, Peter Gabriel, Stephan Eicher, Starsailor, Texas, Muse, Myslovitz

- 2005: Lenny Kravitz, George Clinton, Jamiroquai, Starsailor, Rammstein, IAM, Stress, Pink Martini, Babylon Circus, Franz Ferdinand

- 2006: Depeche Mode, Placebo, The Who, Tracy Chapman, Ben Harper and the Innocent Criminals, Pixies, Goldfrapp, Ziggy Marley, HIM, The Dandy Warhols, Dub Incorporation, Bénabar, Feeder, The Kooks, Indochine

- 2007: Björk, Muse, Arctic Monkeys, Jean-Louis Murat, Rachid Taha, Arcade Fire, Arno, Malouma, Pink, Robert Plant, Laurent Voulzy, Grand Corps Malade, Joeystarr, Stress, Oxmo Puccino, Daby Toure, Zucchero, Lynda Lemay, Ayọ, Groundation, Bitty Mc Lean feat. Sly & Robbie, Tryo, Sanseverino, Emily Loizeau, Gad Elmaleh, Air, The Young Gods, Cassius, Renaud, Zazie, Gogol Bordello, The Locos, La Ruda, Tinariwen, Michel Corboz, Natacha Atlas, Idir

- 2008: The Hives, The Raveonettes, Massive Attack, Mika, Yael Naim, R.E.M., Justice

- 2009: Rohit Rattan, Gautam Bagri, Rodrigo y Gabriela, Moby, Amy Macdonald, Placebo, The Ting Tings, Kaiser Chiefs, Tracy Chapman, Ayọ, Gossip, The Prodigy, Fatboy Slim, Pete Doherty, TV on the Radio, Franz Ferdinand, Sophie Hunger, White Lies, Izia, Daily Bread, The Bianca Story, Peter Kernel, Girls in the Kitchen, The V.AC., The Young Gods spielen "Woodstock", Ghinzu, Pascale Picard Band, Peter von Poehl, The Black Box Revelation, Yodelice, Bonaparte, Mama Rosin, Thomas More Project, Commodor, 2 Many DJs, Hugh Coltman, Karkwa, Naive New Beaters, Heidi Happy, Tim & Puma Mimi, Brutus, Charlie Winston, Naive New Beaters, Toboggan, Gautam Bagri, Josef of the Fountain, Santigold, Cold War Kids, Caravan Palace, Grace, Evelinn Trouble & Trespassers, DatA, Kate Wax, Nancy Glowbus, The Proteins, Trilok Gurtu, Anaïs, Julien Doré, La Chanson du Dimanche, Dhoad Gypsies from Rajahsthan, Masaladosa, Kiran Ahluwalia, Dhabi, Olli & the Bollywood Orchestra, Alborosie, Omar Perry & Homegrown Band, Takana Zion, La Pulqueria, Rohit Rattan, Achanak, Ska-P, Zone Libre vs Casey & B. James, La Pulqueria, Tumi and the Volume, Ska Nerfs, Francis Cabrel, Les Ogres de Barback, La Grande Sophie, Debout Sur Le Zinc, Zedrus, Raghunath Manet, Karsh Kale & MIDIval Punditz, Musafir - Gypsies of Rajasthan, Jaipur Maharaja Brass Band, Abd al Malik, Oxmo Puccino, La Gale et Rynox, Trip In, Tweek

- 2010: N.E.R.D, Iggy and The Stooges, Motörhead, Damien Saez, Suprême NTM, Two Door Cinema Club, Charlie Winston, Foals, Crosby, Stills & Nash, Johnny Clegg, Milow, Archive, Gentleman & The Evolution, Sens Unik, Jamiroquai, Plastiscines, John Butler Trio, Paolo Nutini, Klaxons, Indochine, Carrousel

- 2011: AaRON, Admiral James T., Jean-Louis Aubert, Beirut, Bloody Beetroots, James Blunt, The Chemical Brothers, Cocoon, Les Cowboys Fringants, The Dø, PJ Harvey, Jack Johnson, Mika (ersetzte Amy Winehouse), Metronomy, Moriarty, Yael Naim, The National, Noisettes, Patrice & The Supowers, Robert Plant & The Band of Joy, Portishead, Pulled Apart by Horses, The Strokes, Stromae, Tarun Bhardwaj Ambala Waale, William White, Zaz und Band

- 2012: Manu Chao, Franz Ferdinand, Hubert-Félix Thiéfaine, Camille, Brigitte, M83, Quentin Mottier, Baba Zula, The Cure, Justice, Mashrou' Leila, Natacha Atlas, Dionysos, Bon Iver, Dominique A, Other Lives, Warpaint, Sting, Stephan Eicher, Caravan Palace, Chinese Man, Groundation, Raggasonic, Le Nico Baillod Band, Le Trio Joubran, Lenny Kravitz, Rodrigo y Gabriela, Imany, Irma, Orelsan, 1995, C2C, Garbage, Bloc Party, The Kooks, The Kills, Bénabar, Thomas Dutronc, GiedRé, Agoria, Avishai Cohen, David Guetta, Roger Hodgson, Kev' Adams, 77 Bombay Street, Maxim Vengerov

- 2013: Neil Young und Crazy Horse, Two Gallants, Phoenix, Sophie Hunger, Alt-J, Lou Doillon, Arctic Monkeys, The Smashing Pumpkins, Asaf Avidan, Beach House, Danko Jones, The Bloody Beetroots, Dub Incorporation, Santana, Tryo, Stupeflip, Sigur Rós, Kadebostany, Nick Cave and the Bad Seeds, -M-, Youssoupha, Dizzee Rascal, Keny Arkana, Blur, BB Brunes, Damien Saez, Benjamin Biolay, Kavinsky, Oxmo Puccino, Patrick Bruel, Bastian Baker, Michaël Grégorio, Raphaël, Paul Meyer

- 2014: The Black Keys, Thirty Seconds to Mars, M.I.A., Jake Bugg, Bastian Baker, Stromae, Jack Johnson, Fat Freddy’s Drop, Seasick Steve, Cats on Trees, Ky-Mani Marley, Winston McAnuff, Elton John, Zaz, Grand Corps Malade, La Rue Ketanou, Lisa LeBlanc, The Prodigy, Shaka Ponk, Skip the Use, Bernard Lavilliers, Maxime Le Forestier, Les Ogres de Barback, Florent Marchet, Carbon Airways, James Blunt, Vanessa Paradis, Julien Doré, Kery James, Casseurs Flowters, Mr. Oizo, Les Innocents, Placebo, Woodkid, Youssou N’Dour, Détroit, HollySiz, The National, Gautier Capuçon, James Vincent McMorrow

- 2015: Robbie Williams, Caravan Palace, Benjamin Clementine, Santigold, Gramatik, Jeanne Added, Explosion de Caca, Kings of Leon, The Script, The Dø, Madeon, Cœur de Pirate, Arno, Izïa Higelin, Triggerfinger, Sting, Calogero, Passenger, Angus & Julia Stone, Arthur H, Étienne de Crécy, EZ3kiel, Luce et Mathieu Boogaerts, Pierre Lapointe, Hanggai, Johnny Hallyday, Ben Harper & The Innocent Criminals, Chinese Man, Anthony B, Mina Tindle, Yaniss Odua, Faada Freddy, 120 secondes, Véronique Sanson, Faithless, Christine and the Queens, Brodinski, Nneka, Malicorne, Soviet Suprem, Yat-Kha, Robert Plant, Joan Baez, Patti Smith, Charlie Winston, Soprano, Siriusmo et Modeselektor, Fauve, Bigflo & Oli, Guillaume Perret, Jambinai, David Guetta, Étienne Daho, Yael Naim, Kev Adams, Baden Baden, Olivia Pedroli, Flavia Coelho

- 2016: Muse, The Lumineers, Courtney Barnett, Boys Noize, AaRON, The Rapparees, Iron Maiden, Eluveitie, The Raven Age, Louise Attaque, Synapson, Carlos Nunez, Red Hot Chilli Pipers, Steve ’n’ Seagulls, Francis Cabrel, Stéphane Eicher, Massive Attack, Birdy Nam Nam, Marina Kaye, Tiken Jah Fakoly, Alex Beaupain, Jain, Les Insus, Bastille, Lilly Wood & the Prick, GiedRé, Balthazar, Vianney, Deluxe, The Avener, Caribbean Dandee : Joey Starr et Nathy, Celtic Social Club, The Chemical Brothers, Fakear, The Shoes, The Animen, Alain Souchon et Laurent Voulzy, Fréro Delavega, Bigflo & Oli, Abd al Malik, Guizmo, Altan, Michel Polnareff, Louane, Thomas Dutronc, Ibrahim Maalouf, D'Jal, Alan Stivell, Sinfonietta de Lausanne, Guillaume Perret

- 2020 und 2021: abgesagt, COVID-19[1][2]